# Stelletta agglutinans
Stelletta agglutinans är en svampdjursart som först beskrevs av Arthur Dendy 1905.  Stelletta agglutinans ingår i släktet Stelletta och familjen Ancorinidae.
Artens utbredningsområde är Sri Lanka. Inga underarter finns listade i Catalogue of Life.